# Geisterhaus Hohensyburg
Als Geisterhaus Hohensyburg oder Spukhaus Hohensyburg (teils auch Geisterhaus Syburg oder Spukhaus Syburg) wurde ein leerstehendes und teilweise zerstörtes Wohnhaus bezeichnet, das sich in der Nähe der Burgruine Hohensyburg und unmittelbar bei Syburg auf einem großen Grundstück befand. Das aus dem 19. Jahrhundert stammende Gebäude war seit Ende der 1970er-Jahre unbewohnt, verfiel im Laufe der Zeit und wurde schließlich 2009 abgerissen. Es galt vor allem in Internetforen in den 1990er- und 2000er-Jahren als „eines der bekanntesten Geister- und Spukhäuser in Nordrhein-Westfalen bzw. Deutschland“ und wurde oft sowie insbesondere auch an Halloween von Jugendlichen und jungen Erwachsenen als „Horror- und Kultstandort“ zu illegalen nächtlichen Treffen besucht.

## Geschichte

### Geschichte des Hauses
Das Wohnhaus mit einer Nutzfläche von etwa 120 Quadratmetern wurde 1880 aus gemauertem Ruhrsandstein erstellt. Es befand sich auf einem etwa 20.000 Quadratmeter großen, teils bewaldeten Grundstück und war im Außenbereich zwischen dem Dortmunder Stadtteil Syburg und dessen östlichem Bezirk Buchholz an der Kückshauser Straße gelegen. Das Haus gehörte der Bauernfamilie Scholle; die Bäuerin starb später an Altersschwäche und ihr Mann wurde betrunken auf der Straße von einem Bus erfasst.
Seit etwa 1979 stand das Gebäude leer, da den neuen Besitzern, die aus Hagen stammten, das Grundstück zu groß und die Pflege zu aufwändig war. Um das Haus gegen Einbrecher zu schützen, wurde es vom neuen Besitzer gesichert. Unter anderem wurden die Eingänge zugemauert und Gitter vor den Fenstern angebracht. Andererseits erhielt das leerstehende Gebäude um 1991 noch einen neuen Stromanschluss, als ein Nachbargrundstück mit elektrischem Strom versorgt wurde.

### Geister- und Spukhaus

Kopfloser Reiter auf Notgeld (aus Berga/Elster, 1921).

Über das alleinliegende und verlassene Haus entstand eine Vielzahl von Gerüchten, Legenden und Geistergeschichten, die insbesondere durch zahlreiche Internetforen verbreitet wurden. So verzeichnete beispielsweise das Internet-Diskussionsforum Allmystery von August 2004 bis Oktober 2011 mehr als 2000 Beiträge zum „Geisterhaus Dortmund-Syburg“. Unter anderem sollen dort ein Pfarrer seine Familie gemeuchelt, Nonnen dem Satan gehuldigt, ein kopfloser Reiter auf dem Gelände sein Unwesen getrieben und drei kleine Jungen qualvoll den Tod gefunden haben. Um Mitternacht soll Blut von den Wänden gelaufen sein und in einem zurückgelassenen Schrank im Dachgeschoss ein blutiges Kleid gehangen haben. Nach anderen Berichten sollen Kameras in der Nähe des Hauses nicht mehr funktioniert haben sowie aus Löchern im Boden ein beißender Gestank gekommen und auf dem Grundstück zugemauerte Stollen aus dem früheren Ruhrsandstein-Abbau vorhanden sein.
Diese Legenden machten das Haus bald zu einem beliebten Treffpunkt für Fans des Übersinnlichen und zugleich zu einer Belastung für die Anwohner. Immer wieder verschafften sich Anhänger des Paranormalen, aber auch abenteuerlustige Jugendliche und junge Erwachsene Zugang zum Grundstück sowie – teils durch gewaltsamen Einbruch – Zutritt zum Haus. Sie hielten dort spiritistische Sitzungen ab und feierten okkulte Messen, oder betranken sich einfach. Im Laufe der Jahre bescherten die illegalen nächtlichen Treffen der örtlichen Polizei von der zuständigen Polizeiwache in Dortmund-Hörde rund 300 Einsätze und den Anwohnern manche schlaflose Nacht. Besonders zu Halloween entwickelte die unheimliche Ruine eine enorme Anziehungskraft auf Grusel-Freunde, die in der Halloween-Nacht vom 31. Oktober zum 1. November das „Geisterhaus“ regelmäßig aufsuchten.
In einer Folge des Wissenschafts-Fernsehmagazins Welt der Wunder vom September 2008 wurde das „Spukhaus in Hohensyburg“ zu den „zehn gruseligsten Orten in Europa“ gerechnet. Im Juli 2009 tauchte in einem Chat-Forum sogar ein gefälschter Zeitungsartikel der Westfälischen Rundschau (WR) mit der Schlagzeile Junger Mann in Syburg spurlos verschwunden auf. Von der Rundschau, die den zunehmenden „Gruseltourismus“ und die häufigen Belästigungen der Nachbarschaft in Syburg beklagte, wurde die Fälschung reklamiert und daraufhin vom Forumsbetreiber entfernt.

### Abbruch der Ruine (2009)
2007 war der Verfall des Gebäudes so weit vorangeschritten, dass das Zusammenbrechen des Hauses befürchtet wurde. Kommunalpolitiker aus dem Stadtteil Syburg setzten sich für den Abbruch des Hauses ein und forderten die städtischen Behörden zur Prüfung der Rechtslage gegenüber dem Eigentümer auf. Im Oktober 2009 wurde das „Geisterhaus“ dann auf Druck der Stadt Dortmund abgerissen, da die Gebäudereste einsturzgefährdet waren.

## Radio
- Stephanie Feck: Nachruf auf das Dortmunder Spukhaus. Beitrag im Hochschulradio eldoradio*, Dortmund, vom 2. November 2009 (Podcast, 3:02 Minuten).